# EDLUT
EDLUT (Event-Driven LookUp Table) è un'applicazione informatica per simulare reti neuronali di impulsi (rete neurale spiking) sviluppata nell'Università di Granada.
EDLUT usa uno schema di simulazione diretto per eventi e tavole di ricerca (lookup table) per accelerare i calcoli e simulare in modo efficiente grandi reti neuronali.
Questo permette la simulazione di modelli di neuroni biologici dettagliati e controllare piattaforme esterne (per esempio un braccio robotico) in tempo reale.